# Слоевая аналогия
Слоевыми аналогами называют элементы, которые являются типовыми аналогами, но не имеют внешних или предвнешних кайносимметричных электронов. К таким аналогам относятся, например, в IA-группе К, Rb, Cs и Fr, a Li и Na не являются слоевыми аналогами с остальными щелочными металлами, поскольку у Li присутствует внешняя кайносимметричная 2р-оболочка (вакантная), а у Na кайносимметричная заполненная 2р-оболочка является предвнешней. Во IIА-группе слоевыми аналогами являются щелочноземельные металлы (подгруппа кальция). С точки зрения электронного строения, слоевые аналоги являются между собой полными электронными аналогами.